# パク・ソヒョン (アナウンサー)
パク・ソヒョン（ハングル表記：박소현、1992年1月3日 - ）は、大韓民国の韓国放送公社 (KBS) 所属のアナウンサー。2007年に竜仁韓国外国語大学校附属高等学校に入学し、2010年に延世大学校の経済学科に進学し、2014年に卒業した。2015年にKBSの第42期公開採用でアナウンサーとして採用され入局した。『挑戦! ゴールデンベル』や『ヌガヌガ チャラナ』などの番組で司会進行を務めた。2019年には『KBSニュース9』で司会進行を務めた。